# Mason Ryan
Barri Griffiths (Tremadog, 13 de janeiro de 1982) é um lutador de wrestling profissional galês, também conhecido como Goliath e como Mason Ryan. Ele trabalhava para a WWE, lutando na divisão WWE NXT. Ele já fez parte do grupo Nexus.

## Gladiators
Griffiths apareceu na segunda série Gladiators em 2009, competindo sob o nome de "Goliath". Enquanto participava de um programa de televisão no País de Gales onde dizia querer ser um lutador profissional, foi-lhe dito pelos produtores que estavam procurando novos gladiadores, e ele passou a treinar com Orig Williams.

## Carreira no wrestling profissional
Griffiths começou a treinar para ser um lutador profissional em 2006, após assistir a um evento de um amigo seu, que lhe recomendou começar a lutar. Ele começou seu treinamento em Birkenhead. Antes de aparecer em Gladiators, Griffiths lutou sob os nomes de "Celtic Warrior" e "Smackdown Warrior" desde 2007, competindo em quase 100 lutas em países como Egito e Venezuela. Ele representou o Reino Unido em uma luta de trios com o tema de "Batalha das Nações", entre Reino Unido e Áustria, junto com Drew McDonald e Sheamus O'Shaunessy, sendo derrotados por Chris Raaber, Michael Kovac e Robert Ray Kreuzer no Night of Gladiators da European Wrestlng Association em junho de 2007. Após ser contratado pela World Wrestling Entertainment (WWE), Griffiths lutou sua última luta no País de Gales, em outubro de 2008, quando ganhou uma luta individual e uma Battle Royal.

### World Wrestling Entertainment / WWE

#### Florida Championship Wrestling (2009—2011)
Na metade de 2009, Griffiths assinou um contrato de cinco anos com a WWE. Ele foi mandado para o território de desenvolvimento Florida Championship Wrestling (FCW) em janeiro do ano seguinte. Sob o nome "Mason Ryan", ele enfrentou lutadores como Johnny Curtis, Tyler Reks, Johnny Prime e Hunico em suas primeira lutas.
Em 22 de julho, Ryan ganhou uma luta Triple Threat, derrotando Alex Riley e Johnny Curtis, se tornando Campeão Floridense dos Pesos-Pesados pela primeira vez. Durante os próximos meses, Ryan defendeu o título contra lutadores como Bo Rotundo, Richie Steamboat e Eli Cottonwood. Em 2 de setembro, Ryan derrotou Curtis para reter o título quando o comentarista da FCW Byron Saxton interferiu. Na semana seguinte, Saxton se tornou seu manager. Em novembro de 2010, Ryan viajou para a Europa na turnê do SmackDown, derrotando Chavo Guerrero em Belfast em 4 de novembro e voltando a fazê-lo dois dias depois, em Liverpool. Em 3 de fevereiro de 2011, Ryan perdeu seu título para Bo Rotundo.

#### Raw, Nexus e lesão (2011)

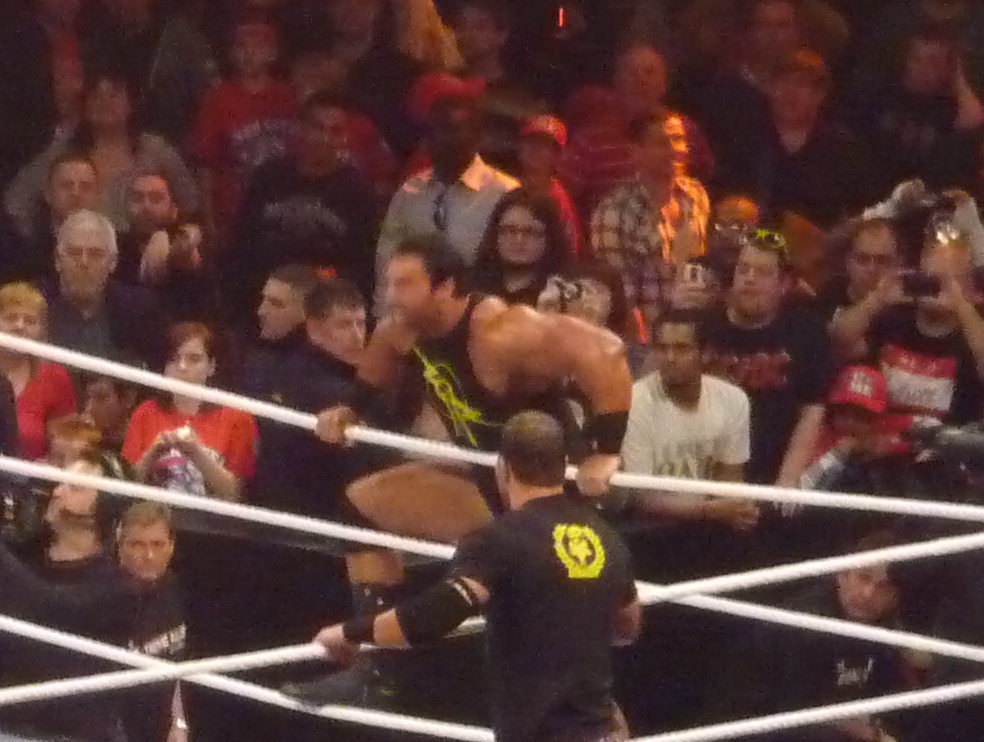
Ryan como parte do The Nexus em abril de 2011.

Griffiths estreou no elenco principal em 17 de janeiro de 2011, no Raw, interferindo em uma luta entre CM Punk e John Cena. Após a interferência, Punk presenteou Ryan com uma braçadeira do 'Nexus', o introduzindo ao grupo. Ryan participou da luta Royal Rumble de 2011, mas foi eliminado por Cena. No Raw de 7 de fevereiro, Ryan fez sua primeira luta individual, sendo derrotado por R-Truth por desqualificação. No final de fevereiro, foi anunciado que Punk enfrentaria Randy Orton no WrestleMania XXVII, com cada membro do Nexus enfrentando Orton pelo direito de acompanhar Punk ao ringue no WrestleMania. Ryan foi o último membro do grupo a enfrentar Orton, sendo derrotado em 14 de março, no Raw. Após a luta, Orton chutou a cabeça de Ryan.
Ryan deixou a televisão por quase um mês, retornando no Raw de 11 de abril com os outros membros do New Nexus, atacando Orton.
No Raw de 2 de maio, Ryan foi derrotado por Kane por desqualificação após interferência de Punk, atacando Kane e The Big Show após o combate. No Over the Limit em 22 de maio, Ryan e Punk enfrentaram Kane e Big Show pelo WWE Tag Team Championship, mas foram derrotados.
No Raw de 20 de junho, chamado Power to the People, os fãs escolheram Ryan para enfrentar Evan Bourne. No dia seguinte, a WWE revelou que um erro ocorreu no sistema de votação, e  Sin Cara havia sido o escolhido.
Ryan se lesionou nas semanas seguintes.

#### Retorno e mocinho (2011—2013)
Em 26 de agosto, Ryan retornou em um evento não-televisionado em Jackson, Mississippi. Ele retornou à televisão em 8 de setembro, no WWE Superstars, derrotando JTG e se tornando um mocinho. Na semana seguinte, Ryan derrotou Drew McIntyre. Ele fez seu retorno ao Raw em 26 de setembro, sendo escolhido por Vickie Guerrero para fazer parte do trio de Dolph Ziggler e Jack Swagger contra Air Boom (Kofi Kingston e Evan Bourne) e Zack Ryder. Durante a luta, Ryan traiu seus parceiros, atacando-os e dando a vitória ao time oposto. No SmackDown de 14 de outubro, Ryan participou de uma Battle Royal envolvendo outros 40 lutadores, eliminando quatro competidores antes de ser eliminado por Wade Barrett. Nas semanas seguintes, Ryan salvou Zack Ryder e Santino Marella de ataques de Ziggler e Swagger. No Raw de 7 de novembro, Ryan derrotou JTG e foi anunciado como um membro do time de Randy Orton no Survivor Series. O time de Ryan foi derrotado, com Mason sendo o terceiro eliminado. Após sua aparição no Survivor Series, Ryan lutou apenas lutas não televisionadas pelo resto de 2011. Ryan retornou no WWE Superstars de 19 de janeiro de 2012, aliando-se a Santino Marella para derrotar Curt Hawkins e Tyler Reks. Ryan reapareceu apenas no WWE Superstars de 22 de março, aliando-se a Alex Riley, sendo derrotado por Primo & Epico. Mais tarde, ele apareceu nos bastidores do Raw com A.W.. No entanto, nenhuma aliança firmou-se da aparição. Após meses de inatividade, ele retornou no Raw de 22 de outubro, como um dos lumberjacks da luta entre CM Punk e Sheamus.

#### NXT (2013—presente)
Quando a WWE transformou o território de desenvolvimento FCW em NXT Wrestling, Ryan retornou ao WWE NXT em 30 de janeiro de 2013, derrotando Sakamoto. Após derrotar Enzo Amore no NXT de 22 de maio, Ryan participou de uma battle royal de 18 lutadores para determinar o desafiante pelo Campeonato do NXT, eliminando 11 participantes, antes de ser eliminado por Adrian Neville. After Ryan beat Colin Cassady, Amore e Cassady aliaram-se contra Ryan nas semanas seguintes.

## No wrestling
- Movimentos de finalização
  - Backbreaker rack[39][40]
  - House of Pain[2] (Sitout side slam)
  - Pumphandle slam – 2011–presente
- Movimentos secundários
  - Clothesline
  - Scoop slam
  - Gorilla press slam
  - Fallaway slam
  - Argentine leglock
  - Rib breaker
  - Big boot
  - Striking spear
- Managers
  - Orig Williams[41]
  - Byron Saxton
  - CM Punk
- Alcunhas
  - "Barri 10-foot"[41]
- Temas de entrada

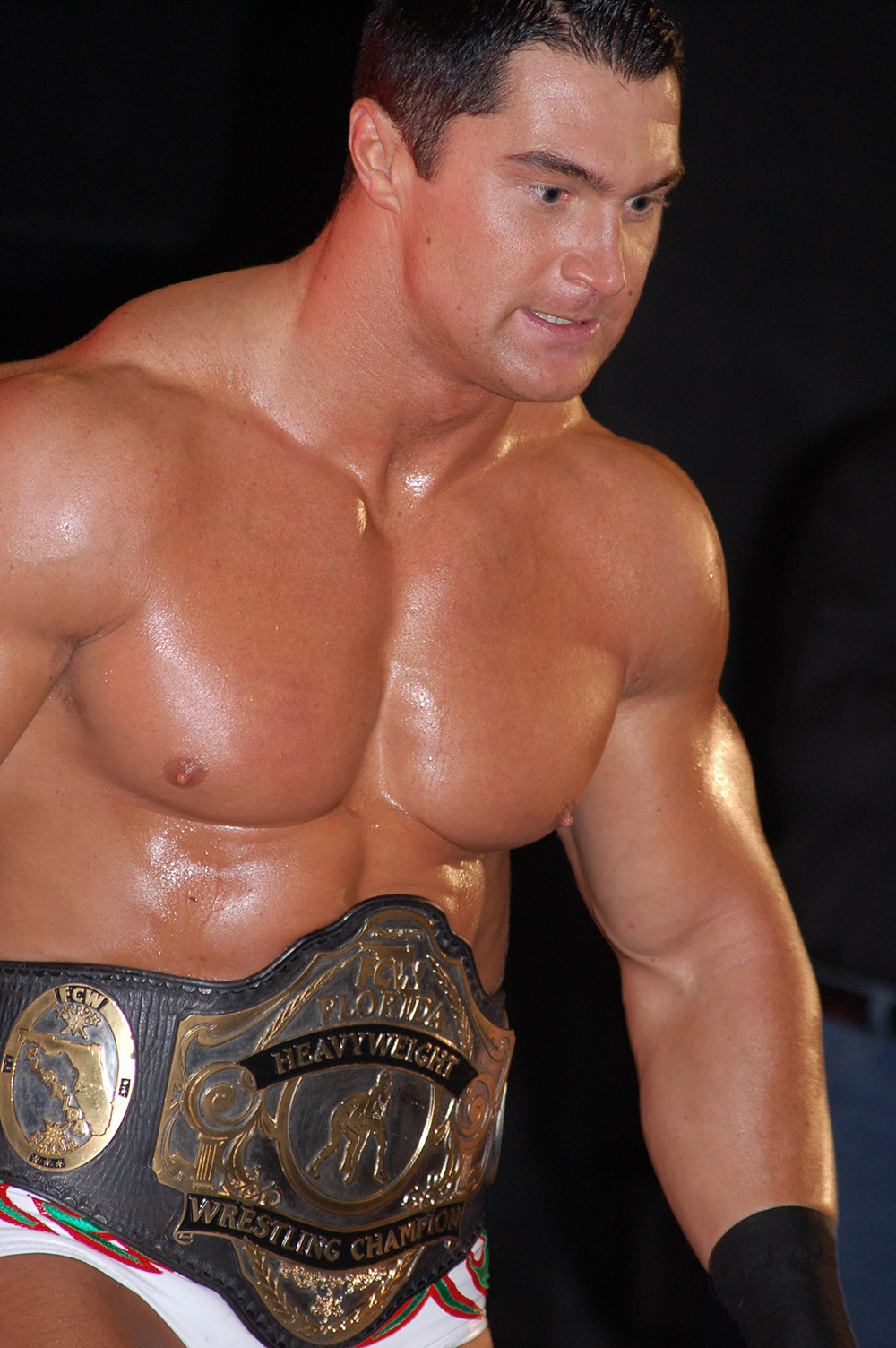
Ryan com o FCW Florida Heavyweight Championship.

  - "We Are One" por 12 Stones (2011; enquanto parte do Nexus)[42]
  - "This Fire Burns" por Killswitch Engage (2011; enquanto parte do New Nexus) [43]
  - "Here and Now and Never" por The Heroes Lie (2011 - Presente)[44]

## Títulos e prêmios
- Florida Championship Wrestling
  - FCW Florida Heavyweight Championship (1 vez)
- Pro Wrestling Illustrated
  - PWI o colocou na #119ª posição dos 500 melhores lutadores individuais em 2011[45]